# Медведев, Анатолий Васильевич
Анато́лий Васи́льевич Медве́дев (18 ноября 1946, Петровск, Саратовская область, РСФСР, СССР) ― советский и российский художник, скульптор, член Союза художников России. Скульптор Марийских мастерских Художественного фонда РСФСР (с 1972). Автор памятников основоположнику марийской литературы С. Чавайну и марийскому композитору, народному артисту СССР А. Эшпаю, монумента медицинским работникам в г. Йошкар-Оле Республики Марий Эл. Заслуженный художник Российской Федерации (2011). Заслуженный художник Республики Марий Эл (2002). Лауреат Премии Марийского комсомола имени Олыка Ипая (1980).

## Биография
Родился 18 ноября 1946 года в городе Петровск Саратовской области. Отец ― экономист, мать ― животновод.
В 1965 году окончил Петровскую среднюю школу № 2 Саратовской области.
В 1965―1968 годах служил в Советской Армии: службу проходил в ракетной дивизии вблизи г. Йошкар-Олы.
В 1972 году окончил Пензенское художественное училище имени К. А. Савицкого.
С 1972 года ― скульптор Марийских мастерских Художественного фонда РСФСР. С 1973 года – на самостоятельной творческой работе.
В настоящее время живёт и работает в г. Йошкар-Оле.

## Художественное творчество
Член Союза художников России с 1977 года.
С детства был увлечён рисованием, резьбой по дереву, лепкой из глины.
Во время службы в клубе при воинской части рисовал плакаты и афиши, выезжал в Йошкар-Олу в управление кинофикации за новыми фильмами. 
Первые успехи художника связаны с портретным жанром: «Геолог» (1973), «Охотовед Василий Фролов» (1976), «Охотовед Потехин» (1979), «Айвика», (1974) «Оля» (1979) и др. Создал портреты марийских деятелей культуры и искусства: художников А. Бутова (1977), Ю. Подмарёвой (1985), композитора К. Смирнова (1991). За эту серию удостоен Премии Марийского комсомола имени Олыка Ипая.   
От портрета перешёл к фигуре, где создал целый ряд оригинальных станковых композиций: «Волынщик» (1977), «Обнажённая» (1985), «Хмель» (1991), «Лето» (1996) и др. 
Наибольшую известность получил как автор монументальных скульптурных произведений, жанровых композиций, скульптур малых форм. Первой его работой стал бюст сельскому корреспонденту времён Гражданской войны Степану Лебедеву в сквере перед районным Домом культуры в п. Куженер Марийской АССР. Среди наиболее известных работ ― декоративный фонтан «Муза» в санатории «Кичиер» Волжского района Марий Эл, скульптурная композиция в с. Мари-Билямор Мари-Турекского района Марий Эл, посвящённая погибшим героям Великой Отечественной войны, бюст основоположника марийской литературы С. Г. Чавайна у здания Национальной библиотеки имени С. Г. Чавайна в Йошкар-Оле (1989). Является автором памятника марийскому композитору А. Эшпаю у здания Музыкального училища г. Йошкар-Олы (2024). Является автором памятника Героям Советского Союза в г. Звенигово, памятника И. Сталину в п. Шелангер Звениговского района Марий Эл (совместно с Г. Медведевой, 2015). Вместе с Г. Медведевой является автором монумента медицинским работникам у здания медицинского колледжа в Йошкар-Оле.
Автор мемориальных досок, в том числе Герою Советского Союза А. Т. Канкошеву на здании ДОСААФ в Йошкар-Оле (1976), медалей к юбилейным событиям.

Вместе с супругой Г. А. Медведевой создал рельефные композиции на здании Марийского государственного академического театра оперы и балета имени Э. Сапаева по сюжетам из национального, отечественного и мирового классического репертуара: «Царская невеста», «Евгений Онегин», «Акпатыр», «Жизель», «Лебединое озеро» и «Лесная легенда».
«А. Медведев ― один из тех мастеров, благодаря которым о марийской скульптуре заговорили на уровне всей страны» 
― газета «Йошкар-Ола» (1996).
 
Его произведения экспонировались на многих всероссийских, региональных и республиканских выставках. В 1996, 2009 и 2019 годах в Йошкар-Оле прошли его персональные выставки и супруги Г. Медведевой (Ярыгиной).

## Признание
- Заслуженный художник Российской Федерации (20 июля 2011)[1] ― за заслуги в области изобразительного искусства[11]
- Заслуженный художник Республики Марий Эл (2002)[1]
- Премия Марийского комсомола имени Олыка Ипая (1980) ― за серию скульптурных портретов «Молодой современник»[2][1]